# Ридвил (Јужна Каролина)
Ридвил (енгл. Reidville) град је у америчкој савезној држави Јужна Каролина.

## Демографија
По попису из 2010. године број становника је 601, што је 123 (25,7%) становника више него 2000. године.
| Група             | 2000.       | 2010.       |
| Белци             | 427 (89,3%) | 516 (85,9%) |
| Афроамериканци    | 38 (7,9%)   | 42 (7,0%)   |
| Азијати           | 3 (0,6%)    | 11 (1,8%)   |
| Хиспаноамериканци | 8 (1,7%)    | 18 (3,0%)   |
| Укупно            | 478         | 601         |